# Victorien Angban
Victorien Angban (Abidjan, 29 settembre 1996) è un calciatore ivoriano, centrocampista della Dinamo Machačkala in prestito dal Soči.

## Statistiche

### Presenze e reti nei club
Statistiche aggiornate al 29 luglio 2017.
| Stagione        | Squadra         | Campionato      | Campionato | Campionato | Coppe nazionali | Coppe nazionali | Coppe nazionali | Coppe continentali | Coppe continentali | Coppe continentali | Altre coppe | Altre coppe | Altre coppe | Totale | Totale |
| Stagione        | Squadra         | Comp            | Pres       | Reti       | Comp            | Pres            | Reti            | Comp               | Pres               | Reti               | Comp        | Pres        | Reti        | Pres   | Reti   |
| --------------- | --------------- | --------------- | ---------- | ---------- | --------------- | --------------- | --------------- | ------------------ | ------------------ | ------------------ | ----------- | ----------- | ----------- | ------ | ------ |
| 2015-2016       | Sint-Truiden    | PL              | 19+4       | 0          | CB              | 0               | 0               | -                  | -                  | -                  | -           | -           | -           | 23     | 0      |
| 2016-2017       | Granada         | PD              | 10         | 0          | CR              | 1               | 0               | -                  | -                  | -                  | -           | -           | -           | 9      | 0      |
| Totale carriera | Totale carriera | Totale carriera | 29+4       | 0          |                 | 1               | 0               |                    | -                  | -                  |             | -           | -           | 34     | 0      |

## Palmarès

### Club

#### Competizioni nazionali
- Ligue 2: 1

Metz: 2018-2019